# Бертелотова бъбрица
Бертелотова бъбрица (Anthus berthelotii) е вид птица от семейство Стърчиопашкови (Motacillidae).

## Разпространение
Видът е разпространен в Испания и Португалия.